# Geodia senegalensis
Geodia senegalensis är en svampdjursart som beskrevs av Topsent 1891. Geodia senegalensis ingår i släktet Geodia och familjen Geodiidae. Inga underarter finns listade i Catalogue of Life.